# مون‌پلیه (اوهایو)
مون‌پلیه (به انگلیسی: Montpelier) یک روستا در ایالات متحده آمریکا است که در شهرستان ویلیامز، اوهایو واقع شده‌است. مونتپلیه ۷٫۵۹ کیلومتر مربع مساحت و ۴٬۰۷۲ نفر جمعیت دارد و ۲۶۱ متر بالاتر از سطح دریا واقع شده‌است.